# Buttigliera d'Asti

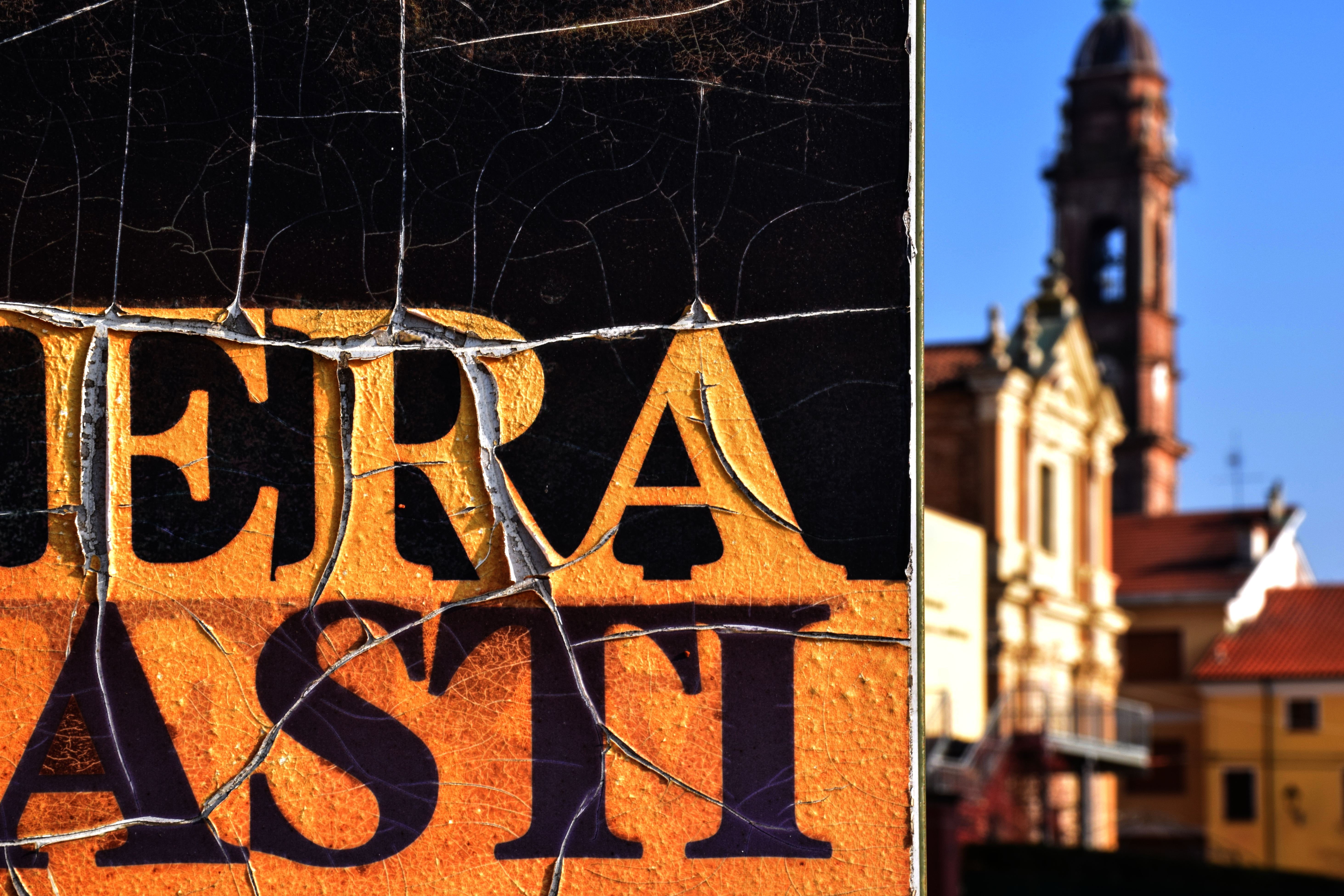
Buttigliera d'Asti

Buttigliera d'Asti (Butijera o Butijera d'Ast in piemontese) è un comune italiano di 2 504 abitanti della provincia di Asti in Piemonte.
Fa parte dell'Unione dei Comuni - Comunità Collinare "Alto Astigiano" e dello "Sportello unico per le attività produttive Nord Astigiano"

## Storia
Nel 1263 il comune di Asti aveva conquistato ai duchi di Biandrate il castello di Mercuriolo e creò un insediamento (villa nova) nel territorio denominato Butiglaria, presso il castello. L'insediamento ebbe ampie autonomie (attestate da uno statuto datato al 1471) che conservò anche dopo il passaggio sotto i Savoia nel 1559. Dal 1619 divenne feudo di Ernst von Mansfeld e passò successivamente nella prima metà del Seicento a Matilde di Savoia e a Bernardino Gentile. La proprietà del feudo passò quindi ai conti Baronis, e nel 1725 ai conti Freylino (o Freylin).
Il paese soffrì a partire dal XVI secolo di epidemie, carestie e passaggi di truppe. Dopo la pace di Aquisgrana la situazione migliorò: si sviluppò una rinomata produzione di vasi in terracotta (vasi terracei) e l'agricoltura, con produzione di cereali e di vino.
A partire dagli inizi del XX secolo la popolazione diminuì per l'emigrazione verso Torino (nel 1901 erano recensiti 2 959 abitanti).
Il territorio fa parte della zona di produzione del Barbera d'Asti, vino DOC.

### Simboli
(D.P.R. del 16 novembre 1994)
Lo stemma e il gonfalone sono stati concessi con decreto del presidente della Repubblica del 16 novembre 1994.
La più antica rappresentazione dello stemma appare sulla copia degli statuti comunali del 1546. Il suo utilizzo fu confermato nel 1614 dai commissari ducali, in seguito all'editto di Carlo Emanuele I sulle armi gentilizie.
Il gonfalone è un drappo di bianco, riccamente ornato di ricami d'argento e caricato dello stemma sopra descritto.

## Monumenti e luoghi d'interesse

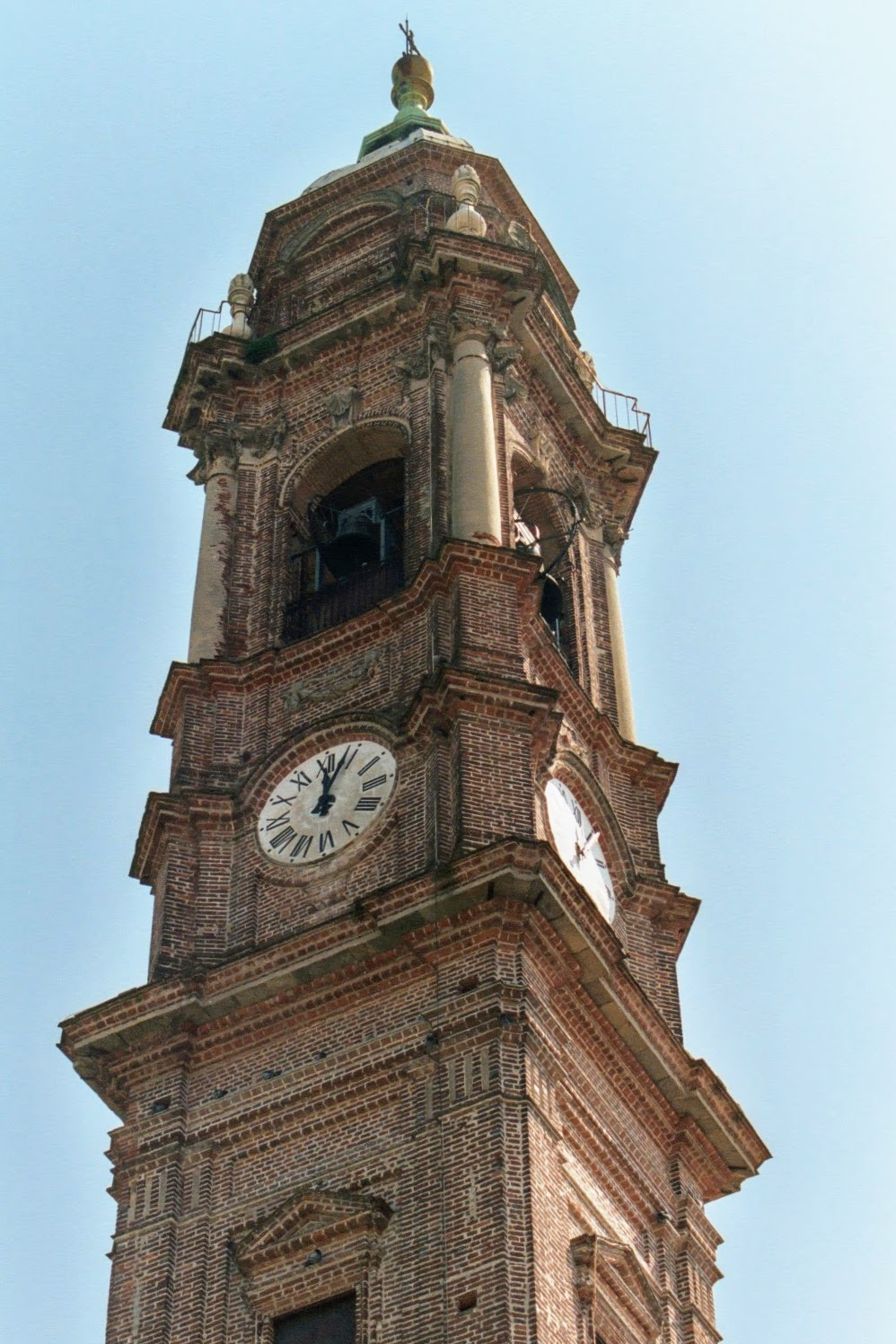
Dettaglio del Campanile barocco della Chiesa di San Biagio

### Chiesa di San Biagio
- Chiesa parrocchiale di San Biagio, costruita nel XV secolo in stile gotico, presenta ai lati del portale le statue di san Biagio e di san Bernardo, patrono del paese. L'interno a tre navate, con pilastri rivestiti in marmo e affreschi moderni sulle volte. L'altare maggiore del 1796 ospita un crocifisso in legno di Carlo Plura; si conserva inoltre un dipinto di Vittorio Amedeo Rapous che proviene dalla cappella di Santa Elisabetta e raffigura la santa. Nella chiesa venne cresimato san Giovanni Bosco. L'organo, proveniente dalla chiesa di Santa Teresa di Torino, fu acquistato nel 1836.
- Accanto alla chiesa sorge il campanile, terminato nel 1789, su disegno dell'architetto Mario Ludovico Quarini, che raggiunge un'altezza di oltre 52 m, rendendolo il più alto del Monferrato.

### Altri edifici
- Palazzo Freylino, costruito intorno alla metà del XVII secolo per volere del conte Amedeo Baronis, fu venduto insieme al feudo nel 1771 al conte Lorenzo Freylino, che vi installò un giardino botanico. Il palazzo fu ereditato da Maurizio Pangella nel 1820, ma il giardino non più curato andò in rovina e scomparve.
- Altre chiese sono:
  - Cappella di San Martino, di origini romaniche e appartenuta all'ordine di Malta, oggi cappella del cimitero.
  - Cappella di San Bernardo da Chiaravalle presso il laghetto del Furnas (che prende il nome da una fornace di mattoni qui attiva nel XV secolo.
  - Cappella di Santa Elisabetta, costruita nel 1702 come oratorio per la confraternita delle Umiliate di Santa Elisabetta (costituita nel 1646) e dal 2002 sede della biblioteca comunale.
  - Cappella di Sant'Antonio da Padova costruita nelle forme attuali intorno al 1744.
  - Chiesa di San Michele Arcangelo, opera di Bernardo Antonio Vittone del 1758 e sede della Confraternita del Santissimo. Nome di Gesù.
  - Cappella di San Giuseppe del 1624, ricostruita nel 1828.
  - Chiesa di San Rocco
  - La Madonnina.
- Altri palazzi:
  - Palazzo Lombard della fine del XVII secolo.
  - Palazzo Biglione, del XVII-XVIII secolo.
  - Palazzo Cillio di Mombello, sede dei cappellani di un beneficio ecclesiastico.
  - Cascina Bergandino nella frazione Serra, villa di campagna con annessa cappella di Santo Stefano nel XVIII secolo.
  - Cascine Colombaro, masseria del XVIII secolo dell'ordine dei Carmelitani di Asti.
  - Palazzo Melyna del XVIII-XIX secolo

## Società

### Evoluzione demografica
Abitanti censiti

### Etnie e minoranze straniere
Secondo i dati ISTAT, al 31 dicembre 2018 la popolazione straniera residente era di 126 persone, pari al 5% della popolazione residente.
Le nazionalità maggiormente rappresentate in base alla loro percentuale sul totale della popolazione straniera erano:
- Romania 84 (66,7 %)
- Marocco 20 (15,9 %)

### Istituzioni, enti e associazioni
- Banda comunale
- Coro polifonico comunale Santa Cecilia
- Comitato festeggiamenti Serra-Crivelle
- A.S.C.D. Buttiglierese95 associazione sportiva culturale dilettantistica
- Associazione ippica "Don Bosco"
- Oratorio di San Giuseppe
- Associazione Turistica "Pro Loco Buttigliera d'Asti", su sites.google.com. URL consultato l'11 settembre 2013 (archiviato dall'url originale il 27 marzo 2014).
- Associazione Amici di Crivelle

Esistono inoltre sedi locali dell'Associazione volontari ospedalieri e della Fidas (donatori di sangue) ed un Gruppo Alpini.
Il comune conserva inoltre l'archivio della "Società operaia di Buttigliera d'Asti", attiva nel periodo 1869-1929.

## Cultura

### Manifestazioni
- Fiera tradizionale dell'Alto Astigiano "Le contrade del Freisa" (1º maggio)
- Festa patronale di San Bernardo (20 agosto)
- Festa dell'aglio, del tacchino e della gallina bionda (19 agosto).

## Geografia antropica

### Frazioni
- Crivelle: prende il nome dalla famiglia dei Crivelli, proprietari terrieri nel XVI-XVII secolo. Vi sorgono la cappella di Santa Maria di Celle (attestata nel 1282 come Sancte Marie de Celer), la cappella di San Bartolomeo degli inizi del XIX secolo e la parrocchiale dei Santi Vito, Modesta e Crescenzia, costruita nel 1914 ad opera dell'ingegnere Antonio Vandone di Cortemilia.

In base ai dati del censimento 2001 la frazione conta complessivamente 284 abitanti, di cui 217 risiedono nella frazione, 21 in borgata Fabbri, 39 in borgata Meliga e 7 in borgata San Bartolomeo
- Serra: insediamento attestato già nel 1034 e sorge su un terreno ricco di fossili: nel XIX secolo il geologo Bartolomeo Gastaldi vi scoprì resti di elefante. La cappella della frazione è dedicata a San Grato.

In base ai dati del censimento 2001 la frazione conta 143 abitanti.

## Amministrazione
Di seguito è presentata una tabella relativa alle amministrazioni che si sono succedute in questo comune.
| Periodo        | Periodo        | Primo cittadino      | Partito              | Carica  | Note  |
| -------------- | -------------- | -------------------- | -------------------- | ------- | ----- |
| 4 giugno 1985  | 25 maggio 1990 | Roberto Bechis       | Democrazia Cristiana | Sindaco | [ 7 ] |
| 25 maggio 1990 | 24 aprile 1995 | Luigina Bianco       | Democrazia Cristiana | Sindaco | [ 7 ] |
| 24 aprile 1995 | 14 giugno 1999 | Marco Maccagno       | centro               | Sindaco | [ 7 ] |
| 14 giugno 1999 | 14 giugno 2004 | Silvio Manello       | lista civica         | Sindaco | [ 7 ] |
| 14 giugno 2004 | 8 giugno 2009  | Silvio Renzo Manello | lista civica         | Sindaco | [ 7 ] |
| 8 giugno 2009  | 26 maggio 2014 | Roberto Bechis       | lista civica         | Sindaco | [ 7 ] |
| 26 maggio 2014 | 27 maggio 2019 | Francesca Capellino  | lista civica         | Sindaco | [ 7 ] |
| 27 maggio 2019 | in carica      | Guido Fausone        | lista civica         | Sindaco | [ 7 ] |